# إدوارد فولتون دينيسون
إدوارد فولتون دينيسون (بالإنجليزية: Edward Fulton Denison)‏ هو اقتصادي أمريكي، ولد في 18 ديسمبر 1915 في أوماها في الولايات المتحدة، وتوفي في 23 أكتوبر 1992 في واشنطن العاصمة في الولايات المتحدة.